# 59 Serpentis
59 Serpentis, som är stjärnans Flamsteed-beteckning, är en trippelstjärna i den västra delen av stjärnbilden Ormen. som också har Bayer-beteckningen d Serpentis. Den har en genomsnittlig kombinerad skenbar magnitud på ca 5,2 och är svagt synlig för blotta ögat där ljusföroreningar ej förekommer. Baserat på parallaxmätning inom Hipparcosuppdraget på ca 7,0 mas, beräknas den befinna sig på ett avstånd på ca 470 ljusår (ca 140 parsek) från solen. Den rör sig närmare solen med en heliocentrisk radialhastighet av ca -23 km/s

## Egenskaper
Primärstjärnan 59 Serpentis A är en gul till vit stjärna i huvudserien av spektralklass A0 Vs. Den har en radie som är ca 10 solradier och utsänder ca 145 gånger mera energi än solen från dess fotosfär vid en effektiv temperatur på ca 6 400 K. Primärstjärnan är i sig en spektroskopisk dubbelstjärna bestående av en stjärna av spektraltyp A och en orange jätte, medan följeslagaren är en annan orange jätte.
59 Serpentis är en irreguljär variabel (I:), som varierar mellan visuell magnitud +5,17 och 5,29 utan någon fastställd periodicitet.